# Кондурча (Самарская область)
Кондурча — железнодорожный разъезд (населённый пункт) в Шенталинском районе Самарской области. Входит в сельское поселение Артюшкино.
Расположен при станции Кондурчи (ж.-д. линия Ульяновск — Уфа) в 10 км к юго-западу от Шенталы и в 150 км к северо-востоку от Самары.
Окружён лесным массивом (осина, берёза, липа, дуб) общей площадью около 5,5 тысяч га. Имеется подъездная дорога к разъезду от автодороги Челно-Вершины — Шентала, продолжающаяся далее вглубь леса к хутору Рыжевой.
К настоящему времени в населённом пункте осталось лишь несколько дворов, в которых проживают пенсионеры.
| 2010 |
| ---- |
| 78   |

## История
Расцвет населённого пункта пришёлся на 1960-е и начало 1970-х годов, когда здесь функционировал Тархановский лесопункт (начальники — Перепёлкин Василий Федорович и Корсаков Николай Николаевич) Шенталинского леспромхоза. Общая численность населения составляла около 400 человек. Производственная структура (кроме инфраструктуры ж.-д. станции) включала нижний склад, гараж для лесовозов и тракторов, цех по переработке древесины. Продукция деревообработки отгружалась потребителям вагонами по железной дороге и автотранспортом. Среди работников лесной отрасли были известными фамилии Чугунов, Анисимов, Логинов, Шумков, Балобан, Власов, Медянцев, Михеев, Тихонов, Кондраев, Ефремов, Гудков и другие.
В населённом пункте располагалась контора лесопункта, столовая ОРСа Шенталинского леспромхоза, имелась восьмилетняя школа с численностью около 250 учеников (долгое время директором был Римкевич Валентин Денисович, учителя — Прудников Николай Прохорович, Салахов Салих Сахабович, Мартюнина Александра Андреевна, Кузьмина Елена Фоминична, Малькова Надежда Павловна и другие), детский сад, фельдшерский пункт, клуб.
Дни работников леса и работников железнодорожного транспорта широко отмечались населением разъезда. Участники художественной самодеятельности входили в состав хора Шенталинского леспромхоза, становившегося неоднократным призёром районного и областного смотра художественной самодеятельности. Аккомпаниатором выступал известный баянист района Краснов Валерий Павлович.
В 1980-х годах численность населения постепенно стала уменьшаться в связи с ликвидацией лесопункта, прекращением работы цехов деревообработки и ликвидацией железнодорожного разъезда. В 2004 году закрылась школа.